# Armin Meisel

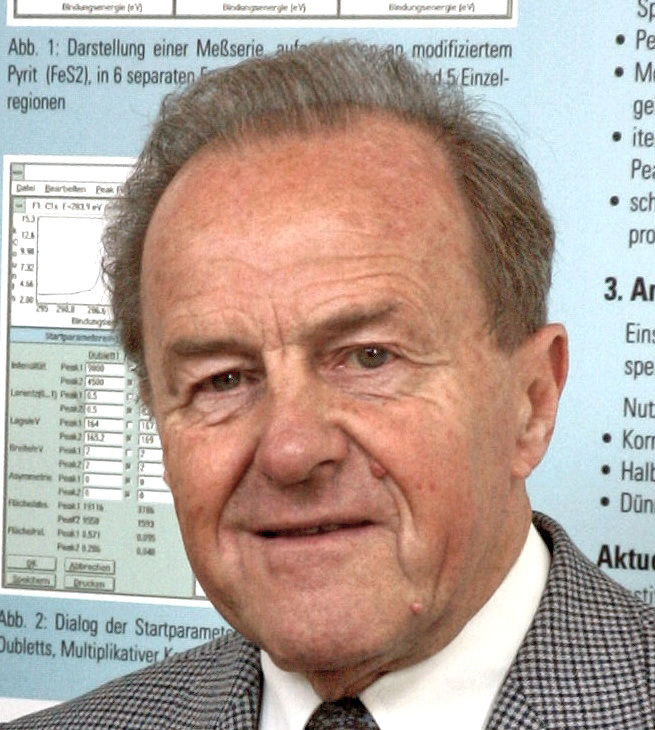
Armin Meisel

Armin Meisel (* 4. August 1926 in Meißen; † 16. April 2022 in Leipzig) war ein deutscher Chemiker.

## Leben
Meisel studierte ab 1948 Chemie an der TU Dresden und dann an der Universität Leipzig. Er wurde 1956 promoviert, sein Mentor war Herbert Staude. 1968 wurde er als Professor ans physikalisch-chemische Institut der Universität Leipzig berufen.

## Werke
Meisel befasste sich vor allem mit dem Einfluss der chemischen Bindung auf Röntgenspektren, wobei die dafür notwendigen Instrumente gemeinsam mit Feinmechanikern und Elektronikfachleuten der Institutswerkstätten der Universität Leipzig entwickelt und gebaut wurden.
Nach der Grenzöffnung 1989 kooperierte Meisel mit den Synchroton- oder Speicherring-Forschungszentren DESY und BESSY. Mehrjährige Forschungsprojekte verbanden ihn mit der Lomonossow-Universität Moskau, der Russischen Akademie der Wissenschaften Moskau, dem RIKEN-Institut Tokio, der Sibirischen Abteilung der Akademie der Wissenschaften Nowosibirsk sowie den Universitäten in Uppsala, Turku, Berkley und der Staatlichen Universität Rostow am Don.
In mehr als 180 wissenschaftlichen Publikationen hat Armin Meisel seine wissenschaftlichen Ergebnisse publiziert. Sein Buch Röntgenspektren und Chemische Bindung erschien 1977 in der Akademischen Verlagsgesellschaft Leipzig, Coautoren sind G. Leonhard und R. Szargan.

## Ehrungen weiteres Wirken
- Gustav-Hertz-Medaille der Karl-Marx-Universität Leipzig[1]

- Wilhelm-Ostwald-Medaille der Sächsischen Akademie der Wissenschaften[1]

- Vertrauensdozent der Studienstiftung des Deutschen Volkes an der Universität Leipzig[1]

- Kuratoriumsmitglied der Universität Leipzig[1]

- Ehrensenator der Universität Leipzig[1]